# أدريان جونز (أكاديمي)
أدريان جونز (بالإنجليزية: Adrian Johns)‏ هو أكاديمي بريطاني، ولد في 19 أكتوبر 1965.